# Dina Doron
Dina Doron (hébreu : דינה דורון) est une actrice israélienne.

## Filmographie partielle
- 2020 : Unorthodox : Babby
- 2019 : Holy Lands d'Amanda Sthers
- 2015 : Une histoire d'amour et de ténèbres - Grandma Klausner
- 2008 : Rien que pour vos cheveux - la mère de Zohan
- 2001 : Mariage tardif - Luba
- 1981 : Mille petits baisers - Routa
- 1979 : Jésus - Elizabeth
- 1975 : Moïse (Mosè) de Gianfranco De Bosio
- 1965 : La Cage de verre - Sonia
- 1952 : The Faithful City - Anna